# Joel Weiskopf
Joel Weiskopf (* 1962 in Syracuse, New York) ist ein US-amerikanischer Jazz-Pianist, Komponist und Bandleader.
Joel Weiskopf wuchs in einer Vorstadt von New York City auf. Er ist der jüngere Bruder des Saxophonisten Walt Weiskopf, mit dem er seit Ende der 1980er Jahre in zahlreichen Bandprojekten (Quartett, Sextett und Nonett) arbeitet. Einen seiner ersten professionellen Jobs hatte er Mitte der 1980er Jahre in der Big Band von Woody Herman, zu hören auf dem Concord-Album Woody's Gold Star von 1987.
Seit Mitte der 90er leitet Weiskopf auch eigene Bands, zu denen unter anderem Brian Blade, John Patitucci und John Swana gehörten. Er spielte beim Label Criss Cross mehrere Alben mit eigenen Kompositionen ein, wie Song for the Lost auf seinem Debütalbum mit Peter Washington und Billy Drummond oder seine Mingus-Reverenz Tuesday Night Prayer Meeting auf seinem Quintett-Album New Beginning. Er arbeitete außerdem als Sideman mit Craig Brann, Ed Byron, Andy Fusco (Out of the Dark, 1999), Joe Magnarelli, Dave Stryker, Bob Kenmotsu, Gregory Tardy und John Swana.

## Diskographische Hinweise
- The Search (Criss Cross, 1999)
- New Beginning (Criss Cross, 2001)
- Change in My Life (Criss Cross, 2003)
- Devoted to You (Criss Cross, 2007)

## Lexikalischer Eintrag
- Richard Cook, Brian Morton: The Penguin Guide to Jazz Recordings. 8. Auflage. Penguin, London 2006, ISBN 0-14-102327-9.